# Gewichtheffen op de Olympische Zomerspelen 1948
Gewichtheffen is een van de sporten die beoefend werden tijdens de Olympische Zomerspelen 1948 in Londen.

## Heren

### bantamgewicht (tot 56 kg)
| rang   | sporter(s)       | land | drukken  | trekken | stoten   | totaal   |
| ------ | ---------------- | ---- | -------- | ------- | -------- | -------- |
| Goud   | Joseph Di Pietro | USA  | 105.0 kg | 90.0 kg | 112.5 kg | 307.5 kg |
| Zilver | Julian Creus     | GBR  | 82.5 kg  | 95.0 kg | 120.0 kg | 297.5 kg |
| Brons  | Richard Tom      | USA  | 87.5 kg  | 90.0 kg | 117.5 kg | 295.0 kg |
| 4      | Lee Kyu-hyuk     | KOR  | 77.5 kg  | 92.5 kg | 120.0 kg | 290.0 kg |
| 5      | Mahmoud Namdjou  | IRI  | 82.5 kg  | 82.5 kg | 122.5 kg | 287.5 kg |
| 6      | Marcel Thévenet  | FRA  | 90.0 kg  | 80.0 kg | 110.0 kg | 280.0 kg |
| 7      | Rosaire Smith    | CAN  | 82.5 kg  | 85.0 kg | 110.0 kg | 277.5 kg |
| 8      | Maurice Crow     | NZL  | 77.5 kg  | 85.0 kg | 110.0 kg | 272.5 kg |

### vedergewicht (tot 60 kg)
| rang   | sporter(s)          | land | drukken  | trekken  | stoten   | totaal   |
| ------ | ------------------- | ---- | -------- | -------- | -------- | -------- |
| Goud   | Mahmoud Fayad       | EGY  | 92.5 kg  | 105.0 kg | 135.0 kg | 332.5 kg |
| Zilver | Rodney Wilkes       | TRI  | 97.5 kg  | 97.5 kg  | 122.5 kg | 317.5 kg |
| Brons  | Jaafar Salmasi      | IRI  | 100.0 kg | 97.5 kg  | 115.0 kg | 312.5 kg |
| 4      | Nam Su-il           | KOR  | 92.5 kg  | 92.5 kg  | 122.5 kg | 307.5 kg |
| 5      | Rodrigo del Rosario | PHI  | 97.5 kg  | 92.5 kg  | 117.5 kg | 307.5 kg |
| 6      | Kotaro Ishikawa     | USA  | 92.5 kg  | 95.0 kg  | 120.0 kg | 307.5 kg |
| 7      | Johan Runge         | DEN  | 95.0 kg  | 90.0 kg  | 120.0 kg | 305.0 kg |
| 8      | Max Heral           | FRA  | 85.0 kg  | 95.0 kg  | 120.0 kg | 300.0 kg |

### lichtgewicht (tot 67.5 kg)
| rang   | sporter(s)     | land | drukken  | trekken  | stoten   | totaal   |
| ------ | -------------- | ---- | -------- | -------- | -------- | -------- |
| Goud   | Ibrahim Shams  | EGY  | 97.5 kg  | 115.0 kg | 147.5 kg | 360.0 kg |
| Zilver | Attia Hamouda  | EGY  | 105.0 kg | 110.0 kg | 145.0 kg | 360.0 kg |
| Brons  | James Halliday | GBR  | 90.0 kg  | 110.0 kg | 140.0 kg | 340.0 kg |
| 4      | John Terpak    | USA  | 102.5 kg | 102.5 kg | 135.0 kg | 340.0 kg |
| 5      | John Stuart    | CAN  | 107.5 kg | 100.0 kg | 125.0 kg | 332.5 kg |
| 6      | Kim Suk-young  | KOR  | 95.0 kg  | 100.0 kg | 135.0 kg | 330.0 kg |
| 7      | La See-yun     | KOR  | 90.0 kg  | 100.0 kg | 140.0 kg | 330.0 kg |
| 8      | Joe Pitman     | USA  | 100.0 kg | 95.0 kg  | 127.5 kg | 322.5 kg |

### middengewicht (tot 75 kg)
| rang   | sporter(s)              | land | drukken  | trekken  | stoten   | totaal   |
| ------ | ----------------------- | ---- | -------- | -------- | -------- | -------- |
| Goud   | Frank Spellman          | USA  | 117.5 kg | 120.0 kg | 152.5 kg | 390.0 kg |
| Zilver | Peter George            | USA  | 105.0 kg | 122.5 kg | 155.0 kg | 382.5 kg |
| Brons  | Kim Sung-jip            | KOR  | 122.5 kg | 112.5 kg | 145.0 kg | 380.0 kg |
| 4      | Khadr El Touni          | EGY  | 120.0 kg | 117.5 kg | 142.5 kg | 380.0 kg |
| 5      | Gerard Gratton          | CAN  | 112.5 kg | 107.5 kg | 140.0 kg | 360.0 kg |
| 6      | Pierre Bouladou         | FRA  | 102.5 kg | 110.0 kg | 142.5 kg | 355.0 kg |
| 7      | Orlando Garrido Luloaga | CUB  | 112.5 kg | 107.5 kg | 135.0 kg | 355.0 kg |
| 8      | Bill Watson             | GBR  | 100.0 kg | 110.0 kg | 140.0 kg | 350.0 kg |

### halfzwaargewicht (tot 82.5 kg)
| rang   | sporter(s)       | land | drukken  | trekken  | stoten   | totaal   |
| ------ | ---------------- | ---- | -------- | -------- | -------- | -------- |
| Goud   | Stanley Stanczyk | USA  | 130.0 kg | 130.0 kg | 157.5 kg | 417.5 kg |
| Zilver | Harold Sakata    | USA  | 110.0 kg | 117.5 kg | 152.5 kg | 380.0 kg |
| Brons  | Gösta Magnusson  | SWE  | 110.0 kg | 120.0 kg | 145.0 kg | 375.0 kg |
| 4      | Jean Debuf       | FRA  | 107.5 kg | 112.5 kg | 150.0 kg | 370.0 kg |
| 5      | Osvaldo Forte    | ARG  | 105.0 kg | 115.0 kg | 147.5 kg | 367.5 kg |
| 6      | James Varaleau   | CAN  | 112.5 kg | 112.5 kg | 140.0 kg | 365.0 kg |
| 7      | Juhani Vellamo   | FIN  | 100.0 kg | 115.0 kg | 140.0 kg | 355.0 kg |
| 8      | Rassoul Raissi   | IRI  | 110.0 kg | 110.0 kg | 135.0 kg | 355.0 kg |

### zwaargewicht (boven 82.5 kg)
| rang   | sporter(s)         | land | drukken  | trekken  | stoten   | totaal   |
| ------ | ------------------ | ---- | -------- | -------- | -------- | -------- |
| Goud   | John Davis         | USA  | 137.5 kg | 137.5 kg | 177.5 kg | 452.5 kg |
| Zilver | Norbert Schemansky | USA  | 122.5 kg | 132.5 kg | 170.0 kg | 425.0 kg |
| Brons  | Bram Charité       | NED  | 127.5 kg | 125.0 kg | 160.0 kg | 412.5 kg |
| 4      | Alfred Knight      | GBR  | 117.5 kg | 117.5 kg | 155.0 kg | 390.0 kg |
| 5      | Hanafi Moustafa    | EGY  | 120.0 kg | 115.0 kg | 150.0 kg | 385.0 kg |
| 6      | Niels Petersen     | DEN  | 115.0 kg | 112.5 kg | 155.0 kg | 382.5 kg |
| 7      | Robert Allart      | BEL  | 122.5 kg | 110.0 kg | 145.0 kg | 377.5 kg |
| 8      | Pieter Taljaard    | RSA  | 117.5 kg | 112.5 kg | 145.0 kg | 375.0 kg |

## Medaillespiegel
| rang   | land               | goud | zilver | brons | totaal |
| ------ | ------------------ | ---- | ------ | ----- | ------ |
| 1      | Verenigde Staten   | 4    | 3      | 1     | 8      |
| 2      | Egypte             | 2    | 1      | 0     | 3      |
| 3      | Groot-Brittannië   | 0    | 1      | 1     | 2      |
| 4      | Trinidad en Tobago | 0    | 1      | 0     | 1      |
| 5      | Iran               | 0    | 0      | 1     | 1      |
| 5      | Nederland          | 0    | 0      | 1     | 1      |
| 5      | Zweden             | 0    | 0      | 1     | 1      |
| 5      | Zuid-Korea         | 0    | 0      | 1     | 1      |
| totaal | totaal             | 6    | 6      | 6     | 18     |

Athene 1896 · 
St. Louis 1904 · 
Antwerpen 1920 · 
Parijs 1924 · 
Amsterdam 1928 · 
Los Angeles 1932 · 
Berlijn 1936 · 
Londen 1948 · 
Helsinki 1952 · 
Melbourne 1956 · 
Rome 1960 · 
Tokio 1964 · 
Mexico-stad 1968 · 
München 1972 · 
Montréal 1976 · 
Moskou 1980 · 
Los Angeles 1984 · 
Seoel 1988 · 
Barcelona 1992 · 
Atlanta 1996 · 
Sydney 2000 · 
Athene 2004 · 
Peking 2008 · 
Londen 2012 · 
Rio de Janeiro 2016 · 
Tokio 2020 · 
Parijs 2024 · 
Los Angeles 2028 
Medaillewinnaars
Atletiek · Basketbal · Boksen · Gewichtheffen · Hockey · Kanovaren · Lacrosse (demonstratie) · Moderne vijfkamp · Kunstwedstrijden · Paardensport · Roeien · Schermen · Schietsport · Schoonspringen · Turnen · Voetbal · Waterpolo · Wielersport · Worstelen · Zeilen · Zwemmen